# Бјуна (Тексас)
Бјуна (енгл. Buna) насељено је место без административног статуса у америчкој савезној држави Тексас.

## Демографија
По попису из 2010. године број становника је 2.142, што је 127 (-5,6%) становника мање него 2000. године.
| Група             | 2000.         | 2010.         |
| Белци             | 1.939 (85,5%) | 1.865 (87,1%) |
| Афроамериканци    | 258 (11,4%)   | 155 (7,2%)    |
| Азијати           | 3 (0,1%)      | 9 (0,4%)      |
| Хиспаноамериканци | 34 (1,5%)     | 66 (3,1%)     |
| Укупно            | 2.269         | 2.142         |